# ミーヴァトン湖

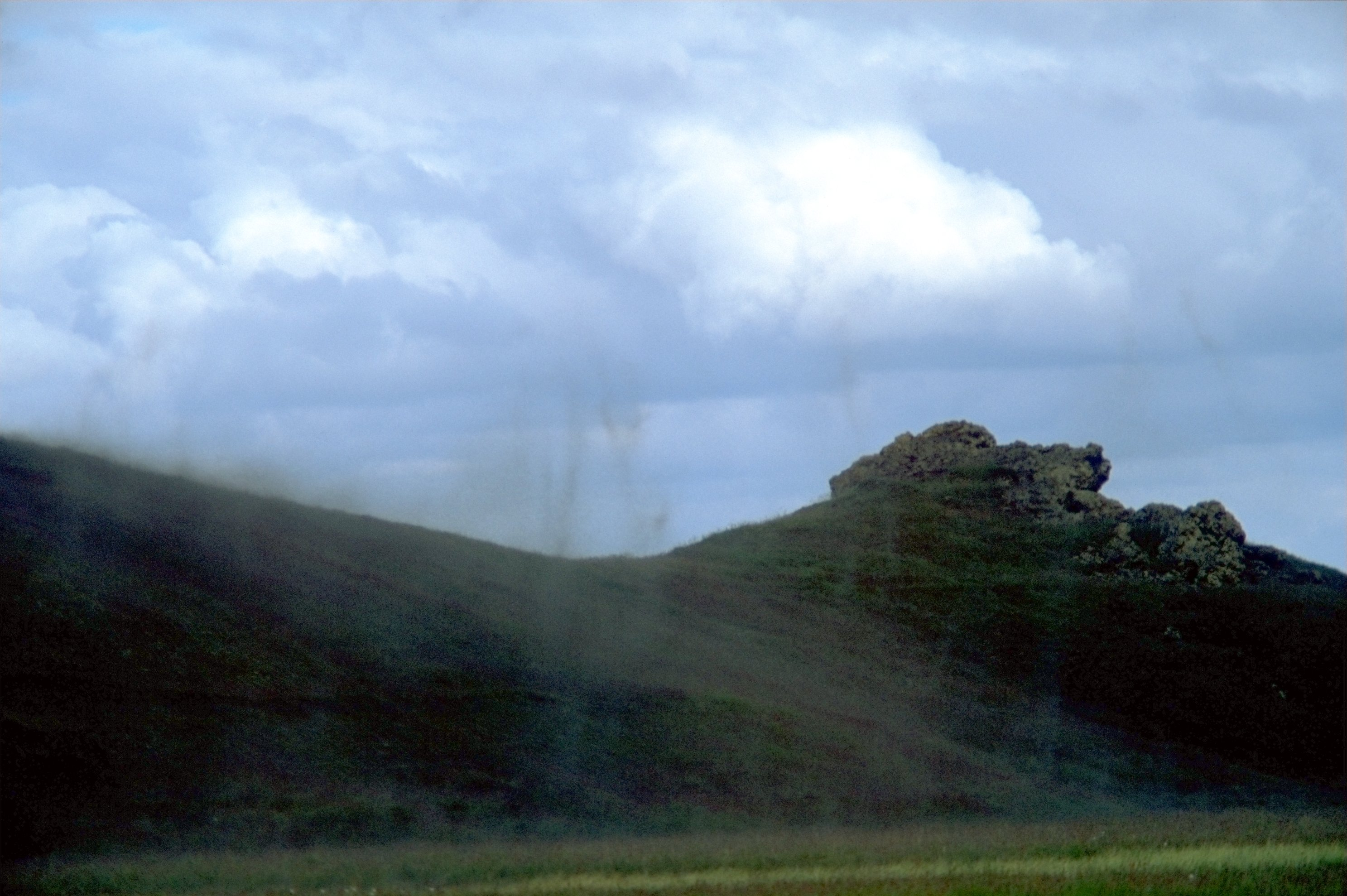
ミーヴァトン湖上に現れた蚊柱

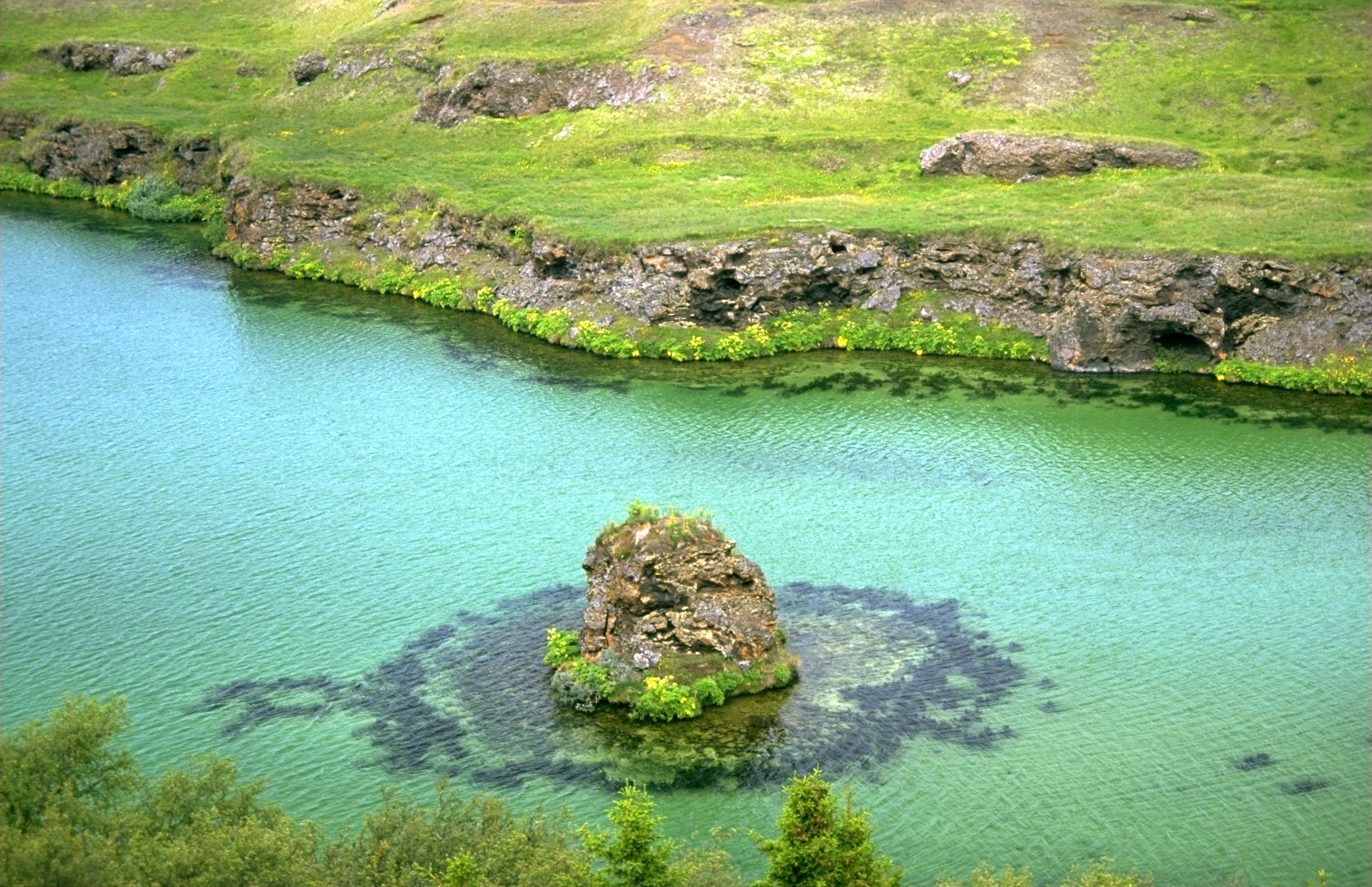
ミーヴァトン湖にできた溶岩の小島

ミーヴァトン湖（Mývatn）はアイスランドの北部にある火山湖である。火山活動の活発な地域にあり、湖水は富栄養型。平均水深は2.5mと非常に浅い。面積は37km2。
2,300年前に起きた溶岩の噴火によって形成された。ラクスアゥ川が流出しており、川も含めて自然保護区となっている。名前はアイスランド語で「蚊の湖」を意味する。これは夏場に現れる巨大なユスリカの蚊柱に由来する。

## 生態系
栄養素豊富な湖水の元に、直径10cm以上に成長する巨大なマリモの他、ミジンコ、ユスリカの幼虫が生息している。これらを餌とする水鳥の繁殖地となっており、13種が生息しているとされる。個体種はユーラシア種、北米種、また寒帯種と北極種の独特の混成となっている。
水鳥のほとんどが渡り鳥であり、多くは4月から5月にかけて北西ヨーロッパからやってくる。もっとも多いのは、キンクロハジロで、次に多いのがスズガモである。他にキタホオジロガモ、ウミアイサ、ヒドリガモ、オカヨシガモ、マガモ、クロガモ、コガモがみられる。約2,000羽の鳥が湖とその周辺の生態系に養われている。キタホオジロガモは温泉や流水によって凍らないところで越冬する。この種は普通、木のうろを利用して営巣するが、ここでは溶岩の穴を利用している。
その他の水鳥の巣は湖と周辺の湿地帯に豊富に存在し、付近の農家は、水鳥たちの巣から卵をとるときには4つの卵を残すという習慣を持ち、水鳥たちの保護に努めている。1977年にラムサール条約登録地となった。
カモのほかにも、ミミカイツブリ、アカエリヒレアシシギ、ハシグロアビ、アビ、オオハクチョウなどがみられる。
ラクスアゥ川ではブラウントラウトやサケが豊富に生息しているが、自然保護のためフィッシングをするには非常に高額な許可料を要する。
2000年代まで球状マリモの大群生地だったが、2010年代に入って僅か数年で壊滅した。原因は工業排水による水質汚染によりユスリカが激減し、ユスリカによって固められていた泥が散乱するようになり、それがマリモごと湖底を覆った為である。

## 景観
湖の周辺にはカバノキ属の森林、ムーアや火山活動で形成された溶岩柱や偽クレーターと呼ばれる噴出口が見られ、観光地にもなっている。
湖の形成期、噴出した溶岩は現在の位置から50kmほど北極海寄りの低地に流れ、当時その付近に存在していた大きな湖に流れ込んだ。高温の溶岩は湖沼沈殿物の下に入り込み、水蒸気爆発を起こしてクレーターを形成した。この種の水蒸気爆発が繰り返し発生したことで、複数のクレーターが積み重なった景観が湖周辺に形成された。このクレーターは偽クレーターと呼ばれる。このクレーター列は、割れ目噴火の典型例として教科書等にも取り上げられる。